# Felício Fortes Bustamante e Sá
Felício Fortes Bustamante e Sá (Rio de Janeiro, 1827 – Rio de Janeiro, 1 de agosto de 1902) foi um médico brasileiro.
Foi eleito membro da Academia Nacional de Medicina em 1863, com o número acadêmico 90, na presidência de Antônio Félix Martins.